# Departamento de Imigração e Cidadania
O Departamento de Imigração e Cidadania (em inglês: Department of Immigration and Citizenship) é um departamento do governo da Austrália. É responsável por: regime de imigração, controle das fronteiras, cidadania e assuntos étnicos .